# New Haven Knights
Die New Haven Knights waren eine US-amerikanische Eishockeymannschaft aus New Haven, Connecticut. Das Team spielte von 2000 bis 2002 in der United Hockey League.

## Geschichte
Die Mannschaft wurde 2000 als Franchise der United Hockey League gegründet. In ihrer Premieren-Spielzeit belegten die Knights den zweiten Platz der Southeast Division. In den anschließenden Playoffs um den Colonial Cup schieden sie nach einem Freilos und einem 3:2-Sieg in der Best-of-Five-Serie über die Adirondack IceHawks erst in Runde drei mit einem Sweep in der Best-of-Five-Serie gegen die Asheville Smoke aus, die im Finale an den Quad City Mallards scheiterten. Nach einem Erstrundenaus in der Saison 2001/02 gegen den späteren Finalteilnehmer Elmira Jackals wurde das Franchise nach nur zwei Jahren wieder aufgelöst.

## Saisonstatistik
Abkürzungen: GP = Spiele, W = Siege, L = Niederlagen, T = Unentschieden, OTL = Niederlagen nach Overtime SOL = Niederlagen nach Shootout, Pts = Punkte, GF = Erzielte Tore, GA = Gegentore, PIM = Strafminuten
| Saison  | GP | W  | L  | T | OTL | SOL | Pts | GF  | GA  | Platz         | Playoffs                        |
| 2000/01 | 74 | 41 | 26 | — | —   | 7   | 89  | 268 | 217 | 2., Southeast | Niederlage in der dritten Runde |
| 2001/02 | 74 | 34 | 29 | — | —   | 11  | 79  | 259 | 263 | 4., Eastern   | Niederlage in der ersten Runde  |

## Team-Rekorde

### Karriererekorde
Spiele: 142  Kenzie Homer
Tore: 58  Glenn Stewart
Assists: 84  Glenn Stewart
Punkte: 142  Glenn Stewart
Strafminuten: 396  Kenzie Homer

## Bekannte Spieler
- Raitis Ivanāns
- Árpád Mihály
- Olie Sundström
- Chris Winnes